# Trinitrotoluen
Trinitrotoluenul sau 2,4,6-trinitrotoluen (adesea abreviat TNT) este un compus chimic folosit frecvent ca exploziv. Este fabricat prin nitrarea totală a toluenului și are formula C6H2(NO2)3CH3. În practica mai este cunoscut și sub denumirea de trotil. 

## Istorie
TNT a fost preparat pentru prima dată în 1863 de către chimistul german Julius Wilbrand și folosit inițial ca un colorant galben. Potențialul său ca un exploziv, nu a fost apreciat , în principal pentru că a fost atât de dificil de a-l detona.TNT poate fi folosit în condiții de siguranță si este insensibil încât în 1910, ea a fost scutită de Legea Explozivililor din Marea Britanie 1875 și nu a fost considerat un exploziv în scopul de fabricare și depozitare.

## Utilizări
Spre deosebire de nitroglicerină, trinitrotoluenul rafinat este destul de stabil și nu explodează la șocuri ușoare, pentru a fi folosit ca explozibil este nevoie de un detonator. Când este aprins arde, fără explozie. Nu atacă recipientele metalice de transport, fiind neutru. Având acest avantaj al stabilității, trinitrotoluenul este unul dintre cei mai folosiți explozibili atât în sfera civilă cât și în cea militară. Formula chimica mai poate fi și aceasta C7H5N3O6 sau C6H2(CH3)(NO2)3.
Marina Statelor Unite a continuat umplerea cu TNT a obuzelor de străpungere, în urma unor alte națiuni ce trecuseră la TNT. SUA a continuat să înarmeze navele marine, bombele, grenadele, torpilele și rachete cu încărcături cu TNT de culoarea zahărului brun și care necesita încărcăturile de detonare de calitate A pentru detonare. Gradul A a devenit preferat pentru altă utilizare și capacitatea chimica industriala a devenit disponibila pentru îndepărtarea xilenului și hidrocarburilor similare din materia prima.
TNT este încă utilizat pe scară largă de către armata Statelor Unite, precum și companiile de construcții din întreaga lume. Cea mai mare parte a TNT-ului utilizat în prezent de către armata americană este fabricat de Radford Army Ammunition Plant.

## Preparare
În industrie, TNT-ul este produs într-un proces din trei etape. La început, toluenul este nitrat cu o soluție de acid sulfuric și acid azotic pentru a produce mononitrotoluen (MNT). MNT este separat și renitrat în dinitrotoluen sau DNT. Ultimul pas este nitrarea DNT-ului în tinitrotoluen sau TNT, utilizând o soluție anhidră de acid azotic și oleum. Acidul azotic se consumă în urma procesului, în timp ce acidul sulfuric diluat poate fi reconcentrat și reutilizat. Ulterior după nitrare, TNT-ul este stabilizat printr-un proces numit sulfitare, unde TNT-ul brut este tratat cu soluție apoasă de sulfit de sodiu pentru a îndepărta izomeri mai puțin stabili și alte produse de reacție nedorite. Apa care se obține în urma sulfitării este cunoscută ca apă roșie, fiind un mare poluant și gunoi obținut în urma prepărării TNT-ului.
În laborator, 2,4,6-trinitrotoluen este produs printr-un procedeu în două etape.

## Aplicatii
TNT-ul este unul dintre cele mai frecvent utilizat exploziv pentru aplicații militare și industriale. Este de prim rang în mare parte din cauza insensibilității sale la șoc și frecare, ceea ce reduce riscul unei detonări accidentale, în comparație cu alte explozivi cu sensibilitate ridicată, cum ar fi nitroglicerina. TNT-ul se topește la 80 °C (176 °F), cu mult sub temperatura la care poate detona spontan, permițându-i să fie turnat, precum și în condiții de siguranță combinată cu alte explozivi. TNT-ul nu absoarbe și nu se dizolvă în apă, ceea ce îi permite să fie utilizate eficient în mediile umede. În plus, este mai stabil în comparație cu alți explozibili puternici.